# Informationsteknologiskolan
Informationsteknologiskolan (ITS) eller bara IT-skolan är en teknisk fack- och funktionsskola för markförbanden inom svenska flygvapnet som verkat i olika former sedan 1995. Förbandsledningen är förlagd i Halmstads garnison i Halmstad.

## Historik
Informationsteknologiskolan bildades 1995 genom med att Flygvapnets markteletekniska skola sammanslogs med Flygvapnets sambands- och stabstjänstskola. Skolan var inledningsvis en del av Flygvapnets Halmstadsskolor. När Flygvapnets Halmstadsskolor avvecklades överfördes skolan till det nyinrättade skolförbandet Försvarsmaktens Halmstadsskolor. Inför försvarsbeslutet 2004 ansåg regeringen att Försvarsmaktens utbildningssystem var både orationellt och kostnadsdrivande, då utbildning i teknisk tjänst genomfördes vid Försvarsmaktens Halmstadsskolor (FMHS) i Halmstad, Arméns tekniska skola (ATS) i Östersund och vid Örlogsskolorna (ÖS) i Karlskrona och Haninge/Berga. Dessutom utbildade Försvarsmakten totalförsvarspliktiga i teknisk tjänst vid utbildningsplattformarna, liksom vid Upplands regemente (S 1) och Flygvapnets Uppsalaskolor (F 20). I dess ställe ansåg regeringen att all teknisk utbildning skulle samlas till en ny skola, Försvarsmaktens tekniska skola (FMTS), lokaliserad till Halmstads garnison. Därmed avvecklades Försvarsmaktens Halmstadsskolor och Informationsteknologiskolan blev istället från den 1 januari 2005 en del av det nyinrättade skolförbandet Flygvapnets markteletekniska skola.

## Verksamhet
Vid IT-skolan specialutbildas bland annat flygvapnets yrkesofficerare i sambands- och markteleteknisk tjänst, samt civila drift- och underhållsingenjörer. I samverkan med andra fackskolor genomför skolan teknikutbildning av yrkesofficerare, då en stor del av skolans utbildning är försvarsgemensam.

## Förläggningar och övningsplatser
När Informationsteknologiskolan bilades 1995 övertog skolan den skolbyggnaden som uppfördes till Flygvapnets flygmaterielskola och Basbefälsskolan (BBS). Skolbyggnaden uppfördes åren 1971–1972, med viss tillbyggnad 1976, inom flottiljområdet vid Halmstads flygplats i samband med att Flygvapnets Halmstadsskolor bildades.

## Förbandschefer
Förbandschefen tituleras skolchef och är underställd chefen för Försvarsmaktens tekniska skola.
- 1995–20xx: ???

## Namn, beteckning och förläggningsort
| Informationsteknologiskolan | 1995-07-01 | – |  |

| ITS | 1995-07-01 | – |  |

| Halmstads garnison (F) | 1995-07-01 | – |  |